# Cucut de matollar
El cucut de matollar (Cacomantis variolosus) és una espècie d'ocell de la família dels cucúlids (Cuculidae) que habita la selva, boscos, sabanes i manglars a Timor, Moluques, Nova Guinea i algunes illes properes, Arxipèlag Bismarck, Illes Salomó, i nord, est i sud-est d'Austràlia.